# Dendromekon

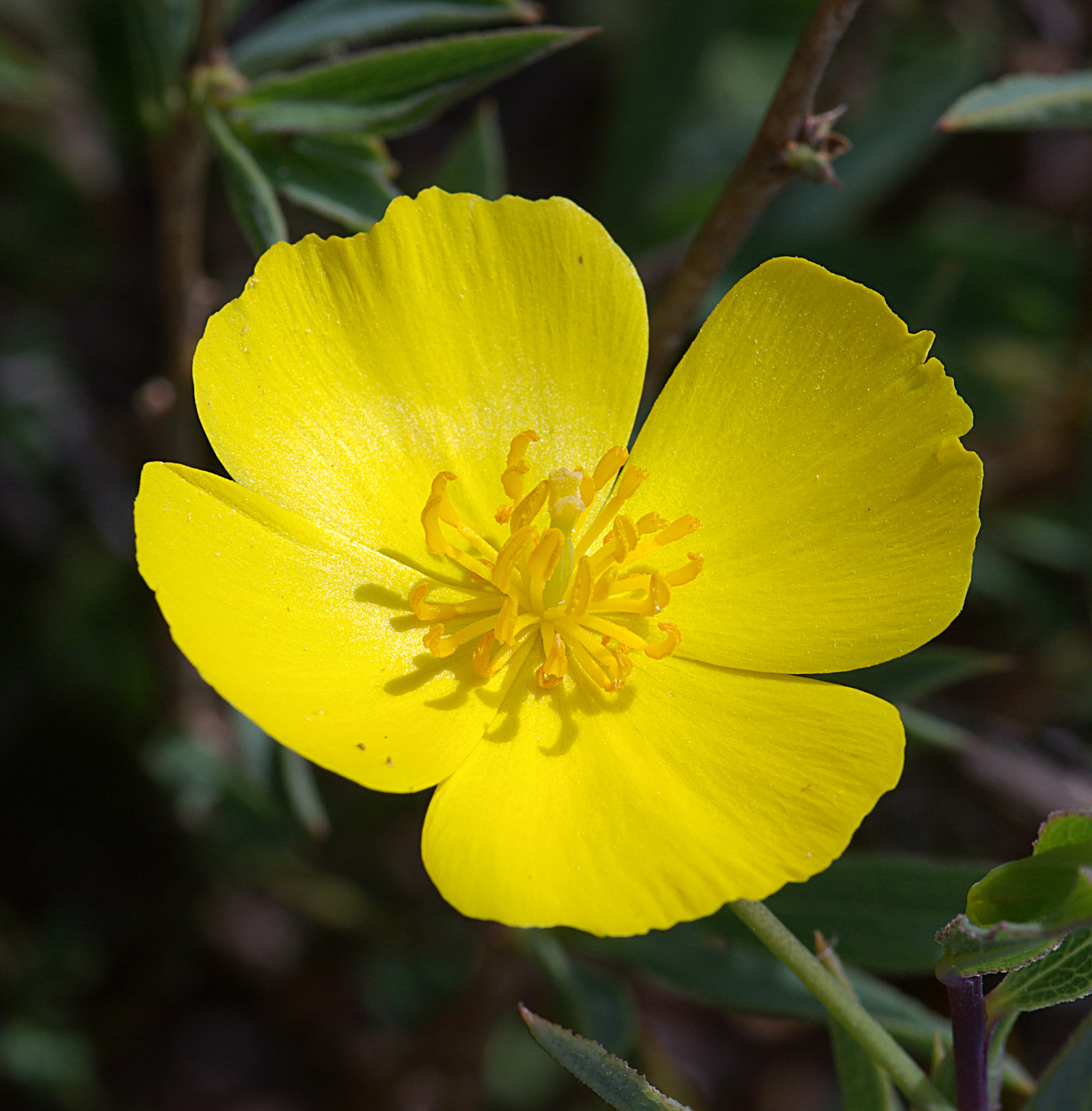
Květ Dendromecon rigida

Dendromekon (Dendromecon) je rod rostlin z čeledi makovité. Jsou to dřeviny s celistvými, tuhými, střídavými listy a nápadnými žlutými květy. Plodem je podlouhlá tobolka s mnoha semeny. Rod zahrnuje jen 2 druhy a je rozšířen na jihozápadě USA a v severozápadním Mexiku.
Druh Dendromecon rigida je pěstován v teplejších a sušších oblastech světa jako atraktivně kvetoucí okrasná dřevina. V podmínkách Střední Evropy není mrazuvzdorný.

## Popis
Dendromekony jsou stálezelené keře až nevelké stromy s kožovitými listy, dorůstající výšky 1 až 6 metrů. Šťáva je bezbarvá. Listy jsou střídavé, krátce řapíkaté a mají kopinatou až podlouhlou, nelaločnatou čepel. Jsou celokrajné nebo na okraji drobně zoubkaté. Květy jsou jednotlivé na konci zkrácených větévek. Kalich je opadavý, složený ze 2 volných lístků. Koruna je žlutá, opadavá, čtyřčetná. Tyčinek je mnoho. Semeník je podlouhlý, tvořený 1 nebo 2 plodolisty, s jedinou komůrkou a 2 přisedlými bliznami. Plodem je válcovitá, mnohasemenná tobolka pukající 2 chlopněmi. Semena jsou drobná, hladká, hnědá nebo černá a nesou velké masíčko.

## Rozšíření
Rod zahrnuje pouze 2 druhy, rozšířené na jihozápadě severní Ameriky. Druh Dendromecon rigida se vyskytuje v Kalifornii a na mexickém poloostrově Baja California. Roste na suchých svazích v nadmořských výškách do 1800 metrů jako součást suchomilné keřové vegetace, známé jako chaparral. Často se vyskytuje na místech po požárech vegetace.
Druh Dendromecon harfordii je endemit ostrovů Channel Islands u pobřeží Kalifornie, kde roste na suchých svazích v nadm. výškách do 600 metrů.

## Ekologické interakce
Nápadné květy denromekonů jsou opylovány hmyzem, zejména včelami.
Rostliny mají kombinovaný způsob šíření semen. Semena jsou nejprve vystřelována do okolí prudce se otevírajícími tobolkami, a to do vzdálenosti asi 3 až 5 metrů. O další šíření se postarají mravenci, kteří je vyhledávají kvůli výživnému masíčku (elaiosom) na jejich povrchu.

## Obsahové látky
V listech druhu Dendromecon rigida byly zjištěny alkaloidy protopin a allokryptopin.

## Taxonomie
Rod Dendromecon je v rámci čeledi Papaveraceae řazen do podčeledi Papaveroideae a tribu Eschscholtzieae. Nejblíže příbuzné rody jsou Eschscholtzia a Hunnemannia. Někdy je druh Dendromecon harfordii řazen jen jako varieta či poddruh druhu D. rigida a rod je v tomto pojetí monotypický.

## Význam

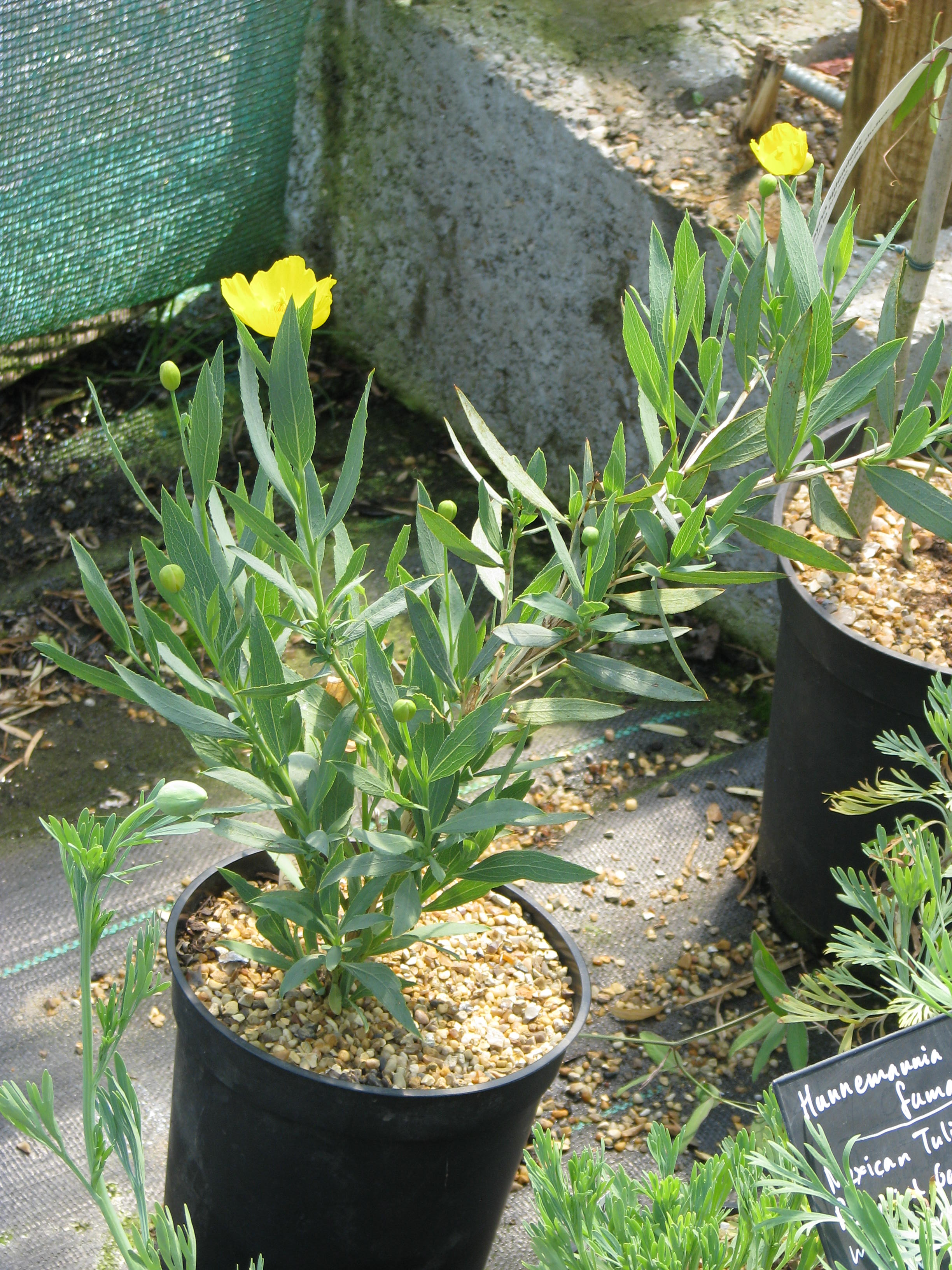
Sazenice Dendromecon rigida

Druh Dendromecon rigida je pěstován jako okrasná, stálezelená dřevina, bohatě kvetoucí od jara do léta. Je mrazuvzdorný max. do -9 °C (zóna 8b až 10b), v podmínkách Střední Evropy tedy není dostatečně mrazuvzdorný. Není uváděn ze sbírek žádné české botanické zahrady.